# Покрилце
Покрилце или елитрон (од грчке речи ἔλυτρον што значи „облога, прекривач”) је модификовано, очврсло предње крило тврдокрилаца (Coleoptera) и појединих риличара (Hemiptera).

## Опис
Покрилца првенствено служе као заштита задњих крила која се користе за летење. Да би летела, буба обично отвори покрилца и затим рашири задња крила, мада поједине бубе из породица балегари (Scarabaeidae) и красци (Buprestidae) могу да лете и са склопљеним покрилцима.
У неким групама инсеката елитрони су спојени па инсект не може да лети. Добар пример за то су поједине бубе из породице трчуљци (Carabidae).